# Neuroimidžing
Neuroimidžing je upotreba kvantitativnih (računarskih) tehnika za proučavanje strukture i funkcije centralnog nervnog sistema, razvijenih kao objektivan način naučnog proučavanja zdravog ljudskog mozga na neinvazivan način. Sve više se takođe koristi za kvantitativna istraživanja bolesti mozga i psihijatrijskih bolesti. Neuroimidžing je veoma multidisciplinaran i uključuje neuronauku, računarstvo, psihologiju i statistiku i nije medicinska specijalnost. Neuroimidžing se ponekad meša sa neuroradiologijom.
Neuroradiologija je medicinska specijalnost i koristi nestatističko snimanje mozga u kliničkom okruženju, koje praktikuju radiolozi koji su lekari. Neuroradiologija se prvenstveno fokusira na prepoznavanje moždanih lezija, kao što su vaskularne bolesti, moždani udari, tumori i inflamatorne bolesti. Za razliku od neuroimidžinga, neuroradiologija je kvalitativna (zasnovana na subjektivnim utiscima i opsežnoj kliničkoj obuci), ali ponekad koristi osnovne kvantitativne metode. Funkcionalne tehnike snimanja mozga, kao što je funkcionalna magnetna rezonanca (fMRI), uobičajene su u neuroimidžingu, ali se retko koriste u neuroradiologiji. Neuroimidžing spada u dve široke kategorije:
- Strukturno snimanje, koje se koristi za kvantifikaciju strukture mozga koristeći npr. morfometriju zasnovanu na vokselu.
- Funkcionalno snimanje, koje se koristi za proučavanje funkcije mozga, često koristeći fMRI i druge tehnike kao što su PET i MEG.

## Spoljašnje veze
- The Whole Brain Atlas @ Harvard
- Lecture notes on mathematical aspects of neuroimaging by Will Penny, University College London
- "Transcranial Magnetic Stimulation". by Michael Leventon in association with MIT AI Lab.
- NeuroDebian – a complete operating system targeting neuroimaging

|  | Molimo Vas, obratite pažnju na važno upozorenje u vezi sa temama iz oblasti medicine (zdravlja). |